# Jean VI d'Anhalt-Zerbst
Pour les articles homonymes, voir Jean VI.
Jean VI (24 mars 1621, Zerbst – 4 juillet 1667, Zerbst) est prince d'Anhalt-Zerbst de 1621 jusqu'à sa mort.
Il est le seul fils du prince Rodolphe d'Anhalt-Zerbst et de sa deuxième femme, Madeleine d'Oldenbourg. Son père meurt trois mois après sa naissance, et la régence est exercée par son oncle Auguste d'Anhalt-Plötzkau jusqu'en 1642. Devenu majeur, Jean fait du luthéranisme la religion officielle de sa principauté.

## Postérité
Le 16 septembre 1649, Jean épouse Sophie-Augusta de Holstein-Gottorp (5 décembre 1630 – 12 décembre 1680), fille du duc Frédéric III de Holstein-Gottorp. Ils ont quatorze enfants :
- Jean-Frédéric (11 octobre 1650 – 13 mars 1651) ;
- Georges-Rodolphe (8 septembre 1651 – 26 février 1652) ;
- Charles-Guillaume (16 octobre 1652 – 8 novembre 1718), prince d'Anhalt-Zerbst ;
- Antoine-Günther (11 novembre 1653 – 10 décembre 1714), prince d'Anhalt-Mühlingen ;
- Jean-Adolphe (2 décembre 1654 – 19 mars 1726) ;
- Jean-Louis (4 mai 1656 – 1er novembre 1704), prince d'Anhalt-Dornburg ;
- Joachim-Ernest (30 juillet 1657 – 4 juin 1658) ;
- Madeleine-Sophie (31 octobre 1658 – 30 mars 1659) ;
- Frédéric (11 juillet 1660 – 24 novembre 1660) ;
- Edwige-Marie-Éléonore (30 janvier 1662 – 30 juin 1662) ;
- Sophie-Augusta (9 mars 1663 – 14 septembre 1694), épouse en 1685 le duc Jean-Ernest III de Saxe-Weimar ;
- une fille mort-née (12 février 1664) ;
- Albert (12 février 1665 – 12 février 1665) ;
- Auguste (23 août 1666 – 7 avril 1667).